# Thanatus lamottei
Thanatus lamottei es una especie de araña cangrejo del género Thanatus, familia Philodromidae. Fue descrita científicamente por Jézéquel en 1964.

## Distribución
Esta especie se encuentra en Costa de Marfil.